# Léonin
Léonin (Leoninus, Leonius, Leo) (Pariz, oko 1135. – Pariz, oko 1201.) je bio francuski pjesnik i skladatelj. U dokumentima se spominje kao magister Leonius presbyter, s titulom magister artium. Pretpostavlja se da je djelovao u katedrali Notre Dame. Autor je različitih pjesničkih radova i opsežne parafraze u stihovima na tekstove prvih osam knjiga Staroga zavjeta. Prema nepoznatom engleskom teoretičaru poznat po imenu Anonim IV. s kraja 13. stoljeća i početka 14. stoljeća, Léonin je autor zbirke dvoglasnih organuma Velika knjiga gradualnih organuma i antifonarij (Magnus liber organi de gradali et antiphonario), vrlo značajnoga repertoara ranoga sakralnoga višeglasja.